# Альфред Біккель
Альфред Біккель (нім. Alfred Bickel, 12 травня 1918, Еппштайн — 18 серпня 1999, Цюрих) — швейцарський футболіст, що грав на позиції нападника, зокрема, за клуб «Грассгоппер», а також національну збірну Швейцарії.
Семиразовий чемпіон Швейцарії. Дев'ятиразовий володар Кубка Швейцарії. 

## Клубна кар'єра
У футболі дебютував 1934 року виступами за команду «Зеєбах», в якій провів два сезони. 
1936 року перейшов до клубу «Грассгоппер», за який відіграв 20 сезонів.  Більшість часу, проведеного у складі «Грассгоппера», був основним гравцем атакувальної ланки команди. У складі «Грассгоппера» був одним з головних бомбардирів команди, маючи середню результативність на рівні 0,5 голу за гру першості. За цей час сім разів виборював титул чемпіона Швейцарії, ставав володарем Кубка Швейцарії (дев'ять разів). Завершив професійну кар'єру футболіста виступами за команду «Грассгоппер» у 1956 році.

## Виступи за збірну
1936 року дебютував в офіційних матчах у складі національної збірної Швейцарії. Протягом кар'єри у національній команді, яка тривала 19 років, провів у її формі 74 матчі, забивши 15 голів.
У складі збірної був учасником двох мундіалей:
чемпіонату світу 1938 року у Франції, де зіграв в обох матчах проти Німеччини (1-1) і (4-2) і проти Угорщини (0-2).
чемпіонату світу 1950 року у Бразилії, де зіграв у двох матчах з трьох - проти Югославії (0-3) і проти Бразилії (2-2).
Помер 18 серпня 1999 року на 82-му році життя.

## Статистика виступів

### Статистика виступів у Кубку Мітропи
| №                      | Розіграш               | Стадія                 | Дата та місце проведення | Команда 1              | Рахунок | Команда 2        | Голи    |
| ---------------------- | ---------------------- | ---------------------- | ------------------------ | ---------------------- | ------- | ---------------- | ------- |
| 1                      | 1936                   | квал.                  | 07.06.1936, Відень       | Аустрія (Відень)       | 3:1     | Грассгоппер      | 90'     |
| 2                      | 1936                   | квал.                  | 14.06.1936, Цюрих        | Грассгоппер            | 1:1     | Аустрія (Відень) |         |
| 3                      | 1937                   | 1/8                    | 13.06.1937, Цюрих        | Грассгоппер            | 4:3     | Простейов        | 78'     |
| 4                      | 1937                   | 1/8                    | 20.06.1937, Простейов    | Простейов              | 2:2     | Грассгоппер      |         |
| 5                      | 1937                   | 1/4                    | 4.07.1937, Рим           | Лаціо                  | 6:1     | Грассгоппер      |         |
| 6                      | 1937                   | 1/4                    | 11.04.1937, Цюрих        | Грассгоппер            | 3:2     | Лаціо            | 39' 77' |
| Всього в Кубку Мітропи | Всього в Кубку Мітропи | Всього в Кубку Мітропи | Всього в Кубку Мітропи   | Всього в Кубку Мітропи | 6       |                  | 4       |

## Титули і досягнення
- Чемпіон Швейцарії (7):

«Грассгоппер»: 1936-1937, 1938-1939, 1941-1942, 1942-1943, 1944-1945, 1951-1952, 1955-1956
- Володар Кубка Швейцарії (9):

«Грассгоппер»: 1937, 1938, 1940, 1941, 1942, 1943, 1946, 1952, 1956